# آزادی دریاها
آزادی دریاها (لاتین: mare liberum) یک اصل در حقوق دریاها است.این اصل بر آزادی حرکت در اقیانوس ها تاکید دارد.همچنین جنگ در آب را تایید نمی کند. آزادی تنها در یک توافق بین المللی ضروری نقض می شود.